# درک کووک
درِک کووُک (چینی: 郭子健؛ انگلیسی: Derek Kwok؛ زادهٔ ۱۷ اکتبر ۱۹۷۶) کارگردان فیلم اهل هنگ کنگ است.
از فیلم‌ها یا مجموعه‌های تلویزیونی که وی در آن‌ها نقش داشته است می‌توان به دلاوران، سفر به غرب: چیرگی بر ارواح خبیث و هنگامی که چراغ خاموش می‌شود اشاره نمود.